# Kreis Znin

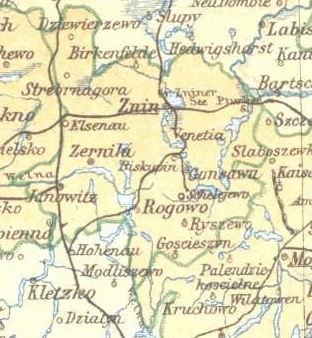
Der Kreis Znin in den Grenzen von 1887 bis 1919

Der Kreis Znin war von 1887 bis 1919 ein preußischer Kreis im Regierungsbezirk Bromberg der Provinz Posen. Er lag im nordöstlichen Teil der Provinz, Kreisstadt war Znin. Das ehemalige Kreisgebiet gehört heute größtenteils zum Powiat Żniński in der polnischen Woiwodschaft Kujawien-Pommern.

## Vorgeschichte
Der Ostteil des späteren Kreisgebiets mit der Stadt Znin gehörte nach der Ersten Teilung Polens von 1772 bis 1807 zum Netzedistrikt in der preußischen Provinz Westpreußen, während der Westen des späteren Kreisgebietes nach der Zweiten Teilung Polens von 1793 bis 1807 zur preußischen Provinz Südpreußen gehörte. Nach dem Frieden von Tilsit kam das gesamte Gebiet 1807 zum Herzogtum Warschau, fiel aber nach dem Wiener Kongress am 15. Mai 1815 erneut an das Königreich Preußen und kam zum Regierungsbezirk Bromberg in der Provinz Posen.

## Verwaltungsgeschichte
Am 1. Oktober 1887 fand in der Provinz Posen eine umfassende Kreisreform statt, bei der unter anderem der neue Kreis Znin eingerichtet wurde. Zum Kreis kamen
- vom Kreis Mogilno die Stadt Rogowo, der Polizeidistrikt Rogowo sowie vom Polizeidistrikt Pakosch die Landgemeinden Friedrichswalde, Klein Laski und Piastowo
- vom Kreis Schubin die Städte Gonsawa und Znin sowie der Polizeidistrikt Znin
- vom Kreis Wongrowitz die Stadt Janowitz sowie der größte Teil der beiden Polizeidistrikte Janowitz und Juncewo.

Sitz des Landratsamtes wurde die Stadt Znin.
Am 27. Dezember 1918 begann in der Provinz Posen der Großpolnische Aufstand der polnischen Bevölkerungsmehrheit gegen die deutsche Herrschaft, und bereits am 18. Januar 1919 war die Kreisstadt Znin unter polnischer Kontrolle. Am 16. Februar 1919 beendete ein Waffenstillstand die polnisch-deutschen Kämpfe, und am 28. Juni 1919 trat die deutsche Regierung mit der Unterzeichnung des Versailler Vertrags den Kreis Znin auch offiziell an das neu gegründete Polen ab.

## Einwohnerentwicklung
| Jahr | Einwohner | Quelle |
| ---- | --------- | ------ |
| 1890 | 31.568    | [ 1 ]  |
| 1900 | 35.857    | [ 1 ]  |
| 1910 | 40.210    | [ 1 ]  |

Von den 31.568 Einwohnern im Jahr 1890 waren 82 % Polen, 15 % Deutsche und 3 % Juden. Ein Teil der deutschen Einwohner verließ nach 1919 das Gebiet.

## Landräte
1887–189600Karl von Davier (1853–1936)
1896–190900Carl von Peistel (1862–1930)
1909–191700Eugen Naumann (1874–1939)
1917–192000Franz Erich Schüler

## Städte und Gemeinden
Vor dem Ersten Weltkrieg umfasste der Kreis Znin die folgenden Städte und Landgemeinden:
| - Adlig Ochodza - Annowo - Bialozewin - Bielau - Biskupin - Boschwitz - Bozacin - Bozejewiczki - Brudzin - Brzyskorzystew - Budzislaw - Cegielnia - Cerekwica - Coton - Dochanowo - Drewno - Dziewierzewo - Eitelsdorf - Eitelsdorf - Friedrichshöhe - Friedrichswalde - Galenschweo - Galensewko - Galenzewo - Geistlich Chomionza - Glowy - Godawy | - Gogulkowo - Gonsawa, Stadt - Gontsch - Gora - Gorzyce - Goscieszyn - Goscieszynek - Hermannshof - Jadownik - Janowitz, Stadt - Janowitz Ost - Januszkowo - Jaroszewo - Jeziora - Johannisgrün - Juncewo - Kaczkowo - Klein Laski - Koldromb - Komratowo - Komsdorf - Königlich Grochowiska - Kornthal - Kwasuty - Laßkirch - Lubcz - Lysinin | - Marcinkowo dolne - Marcinkowo gorne - Marienfeld - Miastowitz - Miniszewo - Mittelwalde - Murczyn - Narajewo - Neitwalde - Obersee - Obiecanowo - Obudno - Ocwieka - Osno - Ottensund - Piastowo - Pniewy - Podgorzyn - Podobowitz - Poslugowko - Poslugowo - Retsch - Rettschütz - Roggenau - Rogowo, Stadt - Rom - Rosalinowo | - Rusiec - Rydlewo - Ryszewko - Ryszewo - Sarbinowko - Sarbinowo - Sartschin - Schwichowo - Sielec Hufen - Skarbiniec - Skorken - Slabomierz - Slembowo - Stawek - Sulinowo - Szelejewo - Tonndorf - Venetia - Weldin - Welna - Wiesensee - Wiktorowo - Woycin - Wybranowo - Zalesie - Zerniki - Znin, Stadt |

Zum Kreis, der 1910 eine Fläche von 740 km² besaß, gehörten außerdem zahlreiche Gutsbezirke. Die Landgemeinden und Gutsbezirke waren in Polizeidistrikten zusammengefasst.
In der Zeit nach 1900 wurden mehrere Ortsnamen eingedeutscht:
Bialozewin → Bialoschewin (1901)
Brzyskorzystew → Birkenfelde (1907)
Dziewierzewo → Lindenbrück (1905)
Goscieszyn → Goscheschin (1903/08)
Goscieszynek → Goscheschinek (1903/08)
Januszkowo → Januschkowo (1901)
Jaroszewo → Jaroschewo (1907)
Kaczkowo → Katschkowo (1903/08)
Lubcz → Lubtsch (1908)
Miniszewo → Minchau (1903/08)
Murczyn → Murtschin (1901)
Osno → Oschnau (1901)
Podgorzyn → Podgorschin (1903/08)
Podobowitz → Podau (1906)
Poslugowo → Poslau (1907)
Ryszewko → Ryschewko (1903/08)
Ryszewo → Ryschewo (1903/08)
Skarbiniec → Skarbinitz (1908)
Szelejewo → Schelejewo (1901/02)
Zerniki → Herrnkirch (1903/08)